# Шиманово (Люблінське воєводство)
Шиманово (пол. Szymanowo) — село в Польщі, у гміні Ломази Більського повіту Люблінського воєводства.
Населення — 165 осіб (2011).

## Демографія
Демографічна структура станом на 31 березня 2011 року:
|          | Загалом | Допрацездатний вік | Працездатний вік | Постпрацездатний вік |
| -------- | ------- | ------------------ | ---------------- | -------------------- |
| Чоловіки | 91      | 26                 | 52               | 13                   |
| Жінки    | 74      | 14                 | 40               | 20                   |
| Разом    | 165     | 40                 | 92               | 33                   |